# The Spirit of ’76 (obraz)
The Spirit of ’76 (oryginalny tytuł Yankee Doodle) – obraz olejny namalowany przez amerykańskiego malarza Archibalda Willarda w 1875 roku, znajdujący się w zbiorach Abbot Hall w Marblehead w stanie Massachusetts.

## Opis
The Spirit of ’76 będący jednym z najbardziej kultowych amerykańskich obrazów został namalowany przez Willarda na wystawę światową w Filadelfii w 1876 roku, która upamiętniała stulecie Deklaracji niepodległości Stanów Zjednoczonych uchwalonej przez Drugi Kongres Kontynentalny 4 lipca 1776 roku, także w Filadelfii. Chociaż artysta stworzył później wiele kopii obrazu, ten jest oryginalny. 
Przez wieki siły zbrojne wykorzystywały muzykę jako środek przekazywania żołnierzom rozkazów wojskowych. Wysoki dźwięk fujarki i donośny dźwięk bębna pozwalały słyszeć wiadomości z dużej odległości, nawet w zgiełku bitwy. Doboszami byli chłopcy poniżej 16 roku życia (często podążający za ojcami na wojnę) i mężczyźni powyżej 50 roku życia (zbyt starzy, by się zaciągnąć), zwykle prowadzeni przez oficera z talentem muzycznym, który uczył ich licznych rytmów i melodii, od których zależało utrzymanie porządku podczas starcia zbrojnego i w obozie wojskowym. Podczas bitwy uderzenia bębna wskazywały, kiedy należy załadować i wystrzelić z muszkietów, lub wyznaczały kierunek marszu. Żołnierz grający na fujarce zależnie od granej melodii, wskazywał na chęć przerwania ognia, rozmów pokojowych lub kapitulacji.
Obraz Willarda przedstawia scenę z wojny o niepodległość Stanów Zjednoczonych (1775–1783). Głównymi bohaterami dzieła są trzej muzycy-patrioci reprezentujący trzy pokolenia walczące o niepodległość: chłopiec i starzec grający na bębnach oraz ranny w głowę mężczyzna w średnim wieku grający na fujarce. Oryginalny tytuł obrazu sugeruje, że pieśń którą wykonują to Yankee Doodle (posłuchaj), będąca amerykańską pieśnią narodową. W tle widoczni są pełni animuszu maszerujący żołnierze Armii Kontynentalnej dzierżący flagę Cowpensa. Zarówno muzycy-patrioci, maszerujący żołnierze jak i umierający żołnierz z uniesioną czapką w prawej dłoni, widoczny u dołu obrazu symbolizują amerykańską jedność, którą można streścić zawołaniem „Ku zwycięstwu i niepodległości!”.
Poszukiwania przez Archibalda Willarda modeli, których twarze wyrażałyby odwagę i determinację patriotów amerykańskiej wojny o niepodległość, zaowocowały wyborem ojca artysty na starego dobosza i farmera-żołnierza Hugh Moshera na grającego na fujarce. Wzorem dla młodego dobosza był uczeń Henry K. Devereux, syn generała Johna H. Devereux, który wraz z Willardem powiesił ten obraz w Marblehead w 1880 roku.

## Kopie

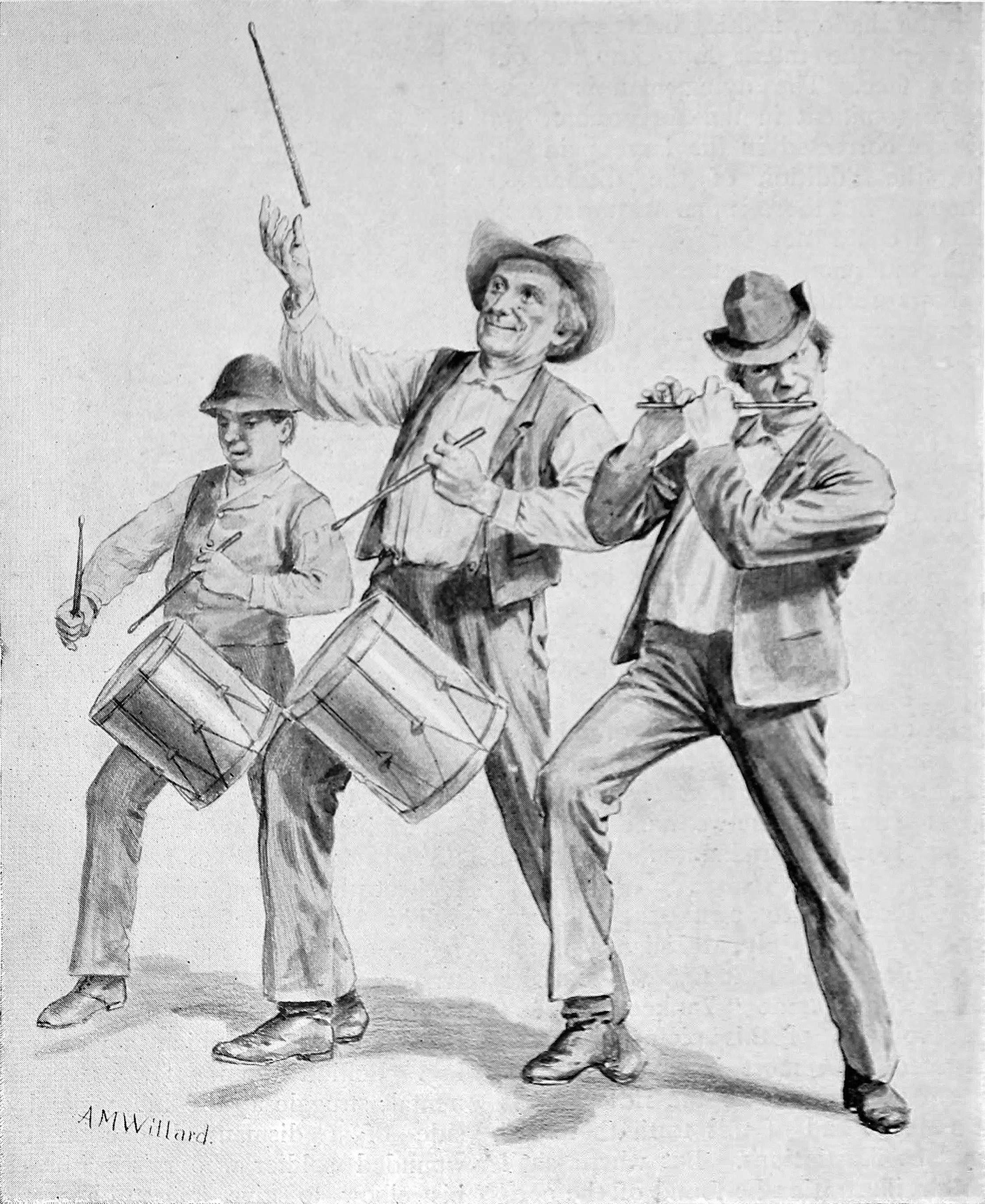
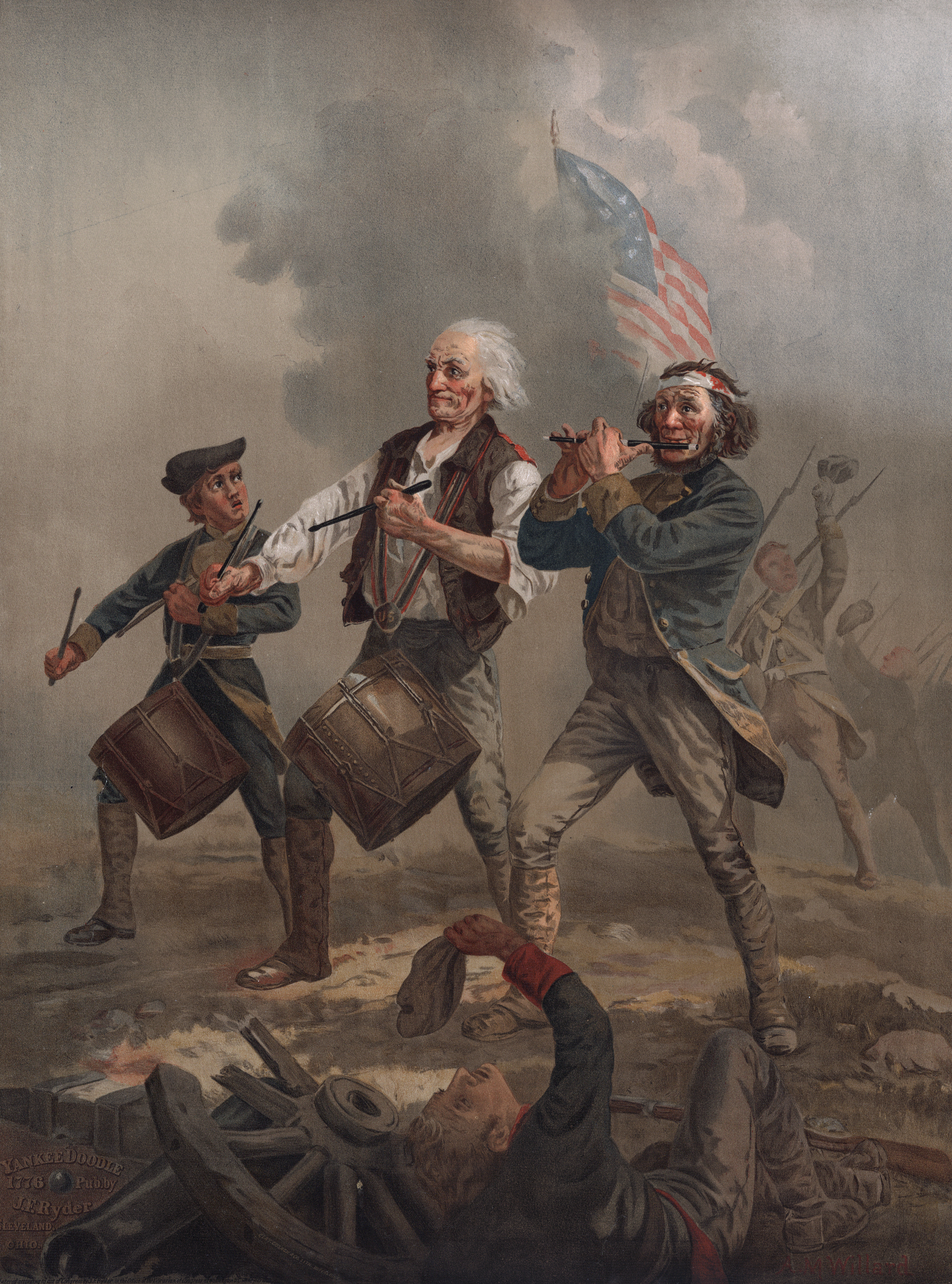
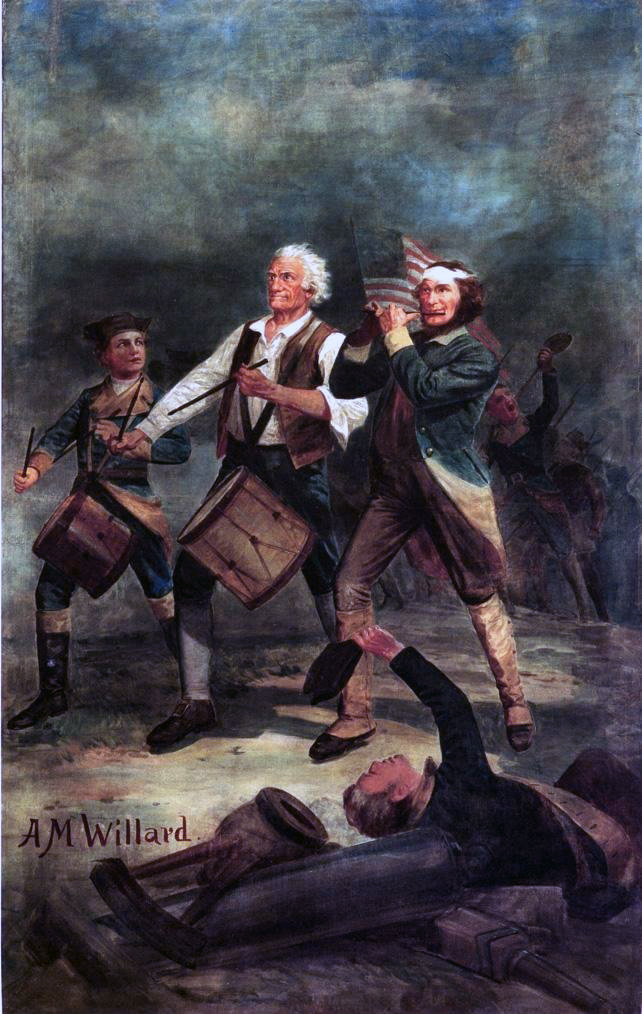
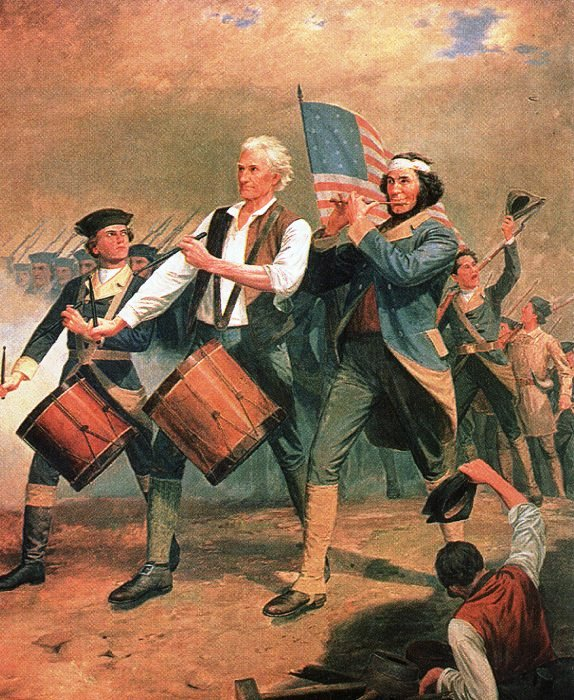
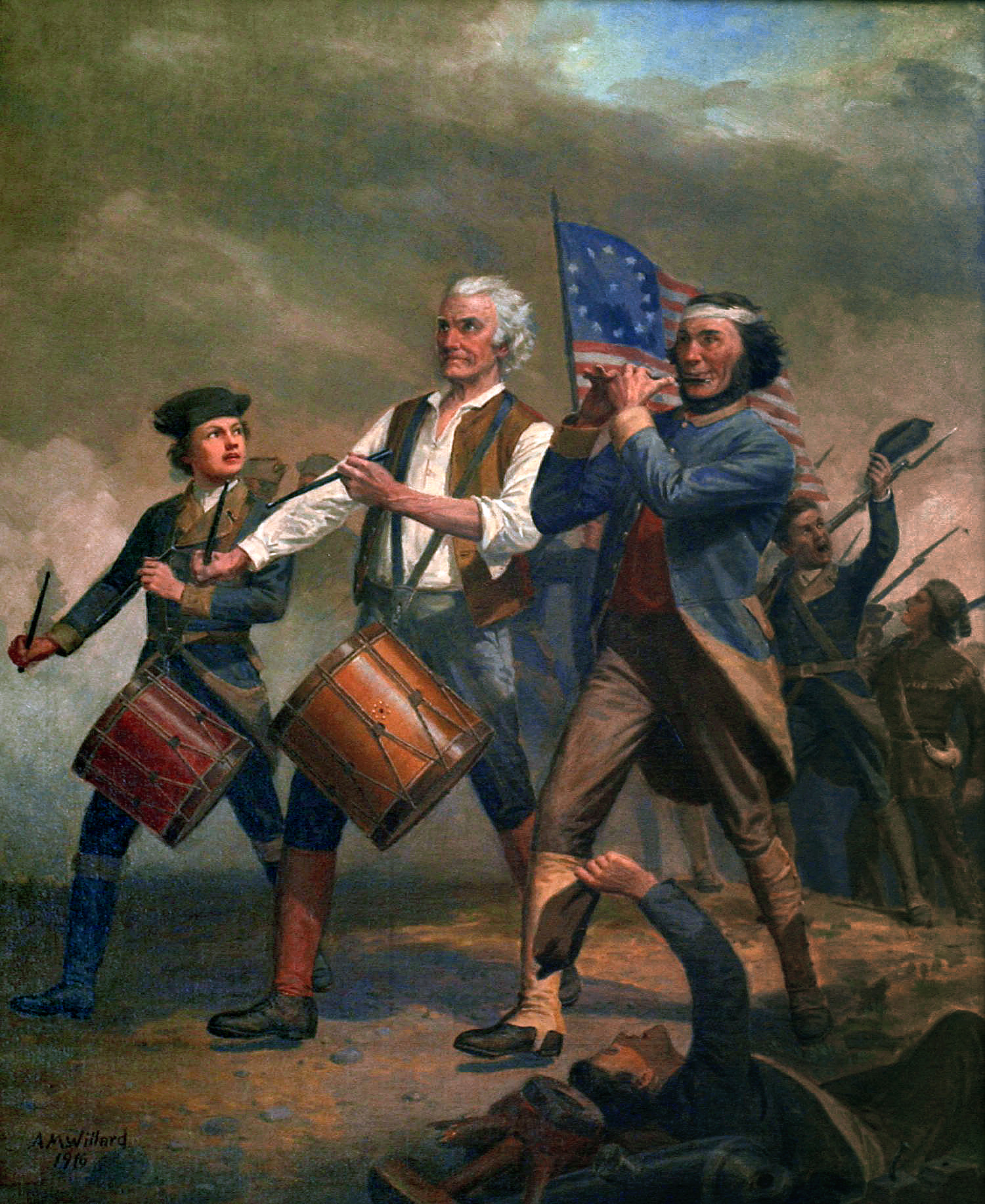